# Komorniki (Wieluń)
Pour les articles homonymes, voir Komorniki.
Komorniki est une localité polonaise de la gmina de Mokrsko, située dans le powiat de Wieluń en voïvodie de Łódź.